# 脳下垂体後葉
脳下垂体後葉（のうかすいたいこうよう、英: Posterior pituitaryもしくはNeurohypophysis）または神経性下垂体、下垂体神経葉、後葉は下垂体後部の内分泌器官である。

## 発生および命名
発生学的に脳下垂体を大きく分けると、脳が突出して形成される神経部と、口蓋上皮に由来する腺性部に分けられる。神経部は脳下垂体「神経葉」と呼ばれるほか、ヒトなどの霊長目では腺性部の後方に位置する事から、脳下垂体「後葉」とも呼ばれる。これに対して腺性部は後葉の直前に中葉、更に最前方に前葉が存在する。四足獣では後葉は上方に存在し、この直下に中葉、そして最下方に前葉が形成され、上中下の関係になるが、このような位置関係を無視して「後葉」の名で呼ばれる。

## 構成
脳下垂体後葉には、ホルモンを産生する細胞の核はなく、その軸索のみが存在しており、この点で前葉と異なる。この軸索の途中や終末にはホルモンやその担体タンパク質であるニューロフィジンを含む膨大部があり、ヘリング小体（Hering body）と呼ばれる。ヘリング小体は染色すると光学顕微鏡でも見ることができる。このような軸索が多い後葉であるが、細胞の核も多数認められる。これは後葉細胞（pituicyte）と呼ばれる一種のグリア細胞で神経軸索と毛細血管に細胞突起を伸ばしホルモンの分泌を助けているとされる。
なお、後葉を流れる毛細血管は下下垂体動脈から分岐したもので、血管壁は有窓型である。

## ホルモンの合成部位
後葉には前葉や中葉と異なりホルモン産生細胞が認められず、また神経分泌の概念そのものが無かったために、初期にはホルモンが含まれていないと考えられた。しかし神経分泌物染色法の開発に伴う神経分泌の概念の確立により、間脳のニューロンで合成されたホルモンが軸索輸送され、神経末端に多量に蓄えられていることが解った。この事実は合成部位となる間脳のニューロン群（視束上核、室傍核）に標識されたS含有アミノ酸を取り込ませる実験により確認された。
早くから行われた後葉抽出物投与実験、脳と後葉をつなぐ下垂体茎の切断実験や、また神経変性病例から、後葉には異なる二つの神経ホルモンが含まれる事が確立されている。

## 脳下垂体後葉ホルモン

### バソプレッシン(バソプレシン)
バソプレッシン（バソプレシン）は視索上核から輸送され、腎臓の尿細管での水再吸収を促進するとともに、血管収縮の作用を持つ。その働きから抗利尿ホルモンと呼ばれる。なお、バソプレッシンの低下によって起こる尿崩症は頻度が高い。
神経性と上皮由来線性の異なる組織が、なぜ一体となって脳下垂体を形成しているかという疑問は、発生中の腺性部の細胞増殖および分化に神経性の要素が誘導作用を果たしている実験事実によって次第に氷解しつつある。

### オキシトシン
オキシトシンは室傍核から輸送され、子宮平滑筋および乳腺筋上皮細胞が収縮し、正のフィードバックの作用が生じる。